# محمد نور الدين الترمانيني
محمّد نور الدين بن عبد الكريم التَّرمانيني الحلبي (1784 - 1834م) (1198 - 1250 هـ) فقيه مسلم وشاعر سوري. ولد في ترمانين إحدى قرى حلب وتعلم فيها ثم في حلب. رحل إلى الجامع الأزهر ودرس فيه. عاد إلى حلب وتولّى التدريس بجامعها الأموي، والإفتاء على مذهب الشافعي. تميّز بسعة معارفته وجميل حديثه. له عدة مؤلفات وشعر جيّد. وابنه هو عبد السلام.

## سيرته
ولد محمّد نور الدين بن عبد الكريم بن عيسى بن أحمد التَّرمانيني سنة 1198 هـ أو يقال 1201 هـ في قرية ترمانين إحدى قرى حلب ونشأ بها وبحلب. حفظ القرآن وقرأ مقدمات العلوم العربية والدينية على والده وعلى بعض علماءها، ثم قصد مصر في 1805 والتحق بالأزهر ودرس بها. عاد إلى وطنه في 1817 واستقر بها. عمل معلمًا في الجامع الأموي بحلب، ثم عين مفتيًا للشافعية في 1822، ومحدثًا في المدرسة العثمانية، ومدرسًا في المدرسة الرحيمية، والمدرسة القرناصية.

عاد الترمانيني إلى مصر في 1834م/ 1250 هـ للتجارة ولإلحاق ولده عبد السلام بالأزهر فتوفي ودفن بالقاهرة.

## شعره
ذكره عبد العزيز البابطين في معجمه وقال عنه «شاعر مقل، شغلته شؤون الحياة والعلم عن التفرغ للشعر، نظم في عدد قليل من الأغراض كالحكمة والنصح والوعظ والإرشاد، غلب عليه ترسم خطا السابقين عبر التخميس الذي برع فيه فاشتهرت تخميساته على قصائد عبد الغني النابلسي، وغلب على قصائده التكلف والصنعة فجاء معظمها مغرقًا في الاعتماد على البديع من تصريع وجناس وطباق، وجاءت أساليبها مناسبة لما تطرحه من موقف صاحبها الوعظي فكثرت فيها أساليب الطلب.»

## مؤلفاته
- حاشية على منهج الطلاب (مجلدان) في فقه الشافعية
- شرح عقود الجمان في المعاني والبيان
- مجموعة فتاوى اشتملت على ما أفتى به
- شرح التهذيب في المنطق
- مجموعة في الأدب
- مقامة في وصف زلزال حلب 1237 هـ.